# ICC Trophy 1982
De ICC Trophy werd in 1982 voor de tweede keer gehouden en de winnaar plaatste zich voor het wereldkampioenschap cricket 1983. Zestien landen namen deel. Net als de vorige editie werd het toernooi in Engeland gehouden. Sri Lanka, dat de vorige keer won, was er dit keer niet bij. Dit omdat het inmiddels de status van testnatie had gekregen en daarom rechtstreeks voor het wk was geplaatst. Daardoor kon er in deze editie van de ICC Trophy ook maar om één wk-ticket gestreden worden. Zimbabwe mocht voor het eerst na de onafhankelijkheid in 1980 meedoen en won direct de titel. Het toernooi had te lijden onder de slechte weersomstandigheden. Veel wedstrijden moesten halverwege of helemaal worden afgelast. West-Afrika had daar het meeste last van; slechts twee van hun zeven wedstrijden konden worden afgemaakt.

## Deelnemende landen en opzet
In 1982 telde de ICC 18 leden naast de testnaties. Deze 18 landen mochten allemaal deelnemen maar Argentinië en Denemarken deden dat niet. 
De 16 deelnemende landen werden verdeeld over 2 groepen van 8. De nummers een en twee gingen door naar de halve finale. Een overwinning was goed voor vier punten, een gestaakte of afgezegde wedstrijd leverde twee punten op. Bij een gelijk aantal punten gaf het run rate de doorslag. De wedstrijden gingen over 60 overs.

## Wedstrijden

### Groepsfase
Groep A
| # | Team                | Gesp. | W | V | GR | AB | RR    | Ptn |
| - | ------------------- | ----- | - | - | -- | -- | ----- | --- |
| 1 | Zimbabwe            | 7     | 5 | 0 | 1  | 1  | 5.484 | 24  |
| 2 | Papoea-Nieuw-Guinea | 7     | 4 | 2 | 0  | 1  | 3.896 | 18  |
| 3 | Canada              | 7     | 3 | 1 | 1  | 2  | 3.803 | 18  |
| 4 | Kenia               | 7     | 3 | 2 | 1  | 1  | 3.362 | 16  |
| 5 | Hongkong            | 7     | 2 | 3 | 0  | 2  | 3.027 | 12  |
| 6 | Verenigde Staten    | 7     | 1 | 2 | 1  | 3  | 3.615 | 12  |
| 7 | Gibraltar           | 7     | 0 | 3 | 2  | 2  | 2.381 | 8   |
| 8 | Israël              | 7     | 0 | 5 | 2  | 0  | 2.718 | 4   |

| 16 juni | Gibraltar 80 (34.3) | v | Kenia 81/1 (14.2) | Kenia wint met 9 wickets Solihull |
| 16 juni |                     |   |                   | Kenia wint met 9 wickets Solihull |
|         |                     |   |                   |                                   |

| 16 juni | Hongkong 100 (48.1) | v | Papoea-Nieuw-Guinea 101/6 (25.3) | Papoea-Nieuw-Guinea wint met 4 wickets Bournville |
| 16 juni |                     |   |                                  | Papoea-Nieuw-Guinea wint met 4 wickets Bournville |
|         |                     |   |                                  |                                                   |

| 16 juni | Zimbabwe 332/4 (60) | v | Verenigde Staten 141 (37.5) | Zimbabwe wint met 191 runs Shirley |
| 16 juni |                     |   |                             | Zimbabwe wint met 191 runs Shirley |
|         |                     |   |                             |                                    |

| 18 juni | Gibraltar 42/4 (18) | v | Verenigde Staten | No Result Alvechurch |
| 18 juni |                     |   |                  | No Result Alvechurch |
|         |                     |   |                  |                      |

| 18 juni | Hongkong 207/7 (45) | v | Israël 84 (38.2) | Hongkong wint met 123 runs Studley |
| 18 juni |                     |   |                  | Hongkong wint met 123 runs Studley |
|         |                     |   |                  |                                    |

| 18 juni | Zimbabwe 192/4 (25) | v | Kenia 72/4 (25) | Zimbabwe wint met 120 runs Wolverhampton |
| 18 juni |                     |   |                 | Zimbabwe wint met 120 runs Wolverhampton |
|         |                     |   |                 |                                          |

| 21 juni | Canada | v | Hongkong | Wedstrijd afgelast Burton upon Trent |
| 21 juni |        |   |          | Wedstrijd afgelast Burton upon Trent |
|         |        |   |          |                                      |

| 21 juni | Gibraltar | v | Zimbabwe | Wedstrijd afgelast Brewood |
| 21 juni |           |   |          | Wedstrijd afgelast Brewood |
|         |           |   |          |                            |

| 21 juni | Israël 167/9 (60) | v | Papoea-Nieuw-Guinea 171/1 (31.5) | Papoea-Nieuw-Guinea wint met 9 wickets Cheltenham |
| 21 juni |                   |   |                                  | Papoea-Nieuw-Guinea wint met 9 wickets Cheltenham |
|         |                   |   |                                  |                                                   |

| 21 juni | Kenia | v | Verenigde Staten | Wedstrijd afgelast Lichfield |
| 21 juni |       |   |                  | Wedstrijd afgelast Lichfield |
|         |       |   |                  |                              |

| 23 juni | Canada | v | Gibraltar | Wedstrijd afgelast Nuneaton |
| 23 juni |        |   |           | Wedstrijd afgelast Nuneaton |
|         |        |   |           |                             |

| 23 juni | Israël 74/6 (24) | v | Kenia | No Result Pershore |
| 23 juni |                  |   |       | No Result Pershore |
|         |                  |   |       |                    |

| 23 juni | Papoea-Nieuw-Guinea | v | Verenigde Staten | Wedstrijd afgelast Warwick |
| 23 juni |                     |   |                  | Wedstrijd afgelast Warwick |
|         |                     |   |                  |                            |

| 25 juni | Canada | v | Zimbabwe | No Result Leamington Spa |
| 25 juni |        |   |          | No Result Leamington Spa |
|         |        |   |          |                          |

| 25 juni | Israël | v | Gibraltar | No Result Wishaw |
| 25 juni |        |   |           | No Result Wishaw |
|         |        |   |           |                  |

| 25 juni | Hongkong | v | Verenigde Staten | Wedstrijd afgelast Aldridge |
| 25 juni |          |   |                  | Wedstrijd afgelast Aldridge |
|         |          |   |                  |                             |

| 28 juni | Papoea-Nieuw-Guinea 231/7 (55) | v | Canada 211 (54.2) | Papoea-Nieuw-Guinea wint met 20 runs Kenilworth |
| 28 juni |                                |   |                   | Papoea-Nieuw-Guinea wint met 20 runs Kenilworth |
|         |                                |   |                   |                                                 |

| 28 juni | Gibraltar 129/8 (40) | v | Hongkong 130/2 (29.2) | Hongkong wint met 8 wickets Walmley |
| 28 juni |                      |   |                       | Hongkong wint met 8 wickets Walmley |
|         |                      |   |                       |                                     |

| 28 juni | Israël 65 (32.2) | v | Zimbabwe 66/1 (7.3) | Zimbabwe wint met 9 wickets Bloxwich |
| 28 juni |                  |   |                     | Zimbabwe wint met 9 wickets Bloxwich |
|         |                  |   |                     |                                      |

| 30 juni | Canada 233 (59.1) | v | Verenigde Staten 95 (38.4) | Canada wint met 138 runs Sutton Coldfield |
| 30 juni |                   |   |                            | Canada wint met 138 runs Sutton Coldfield |
|         |                   |   |                            |                                           |

| 30 juni | Hongkong 105/9 (60) | v | Kenia 108/7 (44.3) | Kenia wint met 3 wickets Birmingham |
| 30 juni |                     |   |                    | Kenia wint met 3 wickets Birmingham |
|         |                     |   |                    |                                     |

| 30 juni | Papoea-Nieuw-Guinea 94 (32.4) | v | Zimbabwe 96/1 (19.5) | Zimbabwe wint met 9 wickets Wombourne |
| 30 juni |                               |   |                      | Zimbabwe wint met 9 wickets Wombourne |
|         |                               |   |                      |                                       |

| 2 juli | Canada 242/8 (60) | v | Kenia 197 (54.5) | Canada wint met 45 runs Haden Hill |
| 2 juli |                   |   |                  | Canada wint met 45 runs Haden Hill |
|        |                   |   |                  |                                    |

| 2 juli | Gibraltar 55 (36) | v | Papoea-Nieuw-Guinea 58/1 (15.3) | Papoea-Nieuw-Guinea wint met 9 wickets Market Harborough |
| 2 juli |                   |   |                                 | Papoea-Nieuw-Guinea wint met 9 wickets Market Harborough |
|        |                   |   |                                 |                                                          |

| 2 juli | Israël 157 (52) | v | Verenigde Staten 158/2 (32.3) | Verenigde Staten wint met 8 wickets Banbury |
| 2 juli |                 |   |                               | Verenigde Staten wint met 8 wickets Banbury |
|        |                 |   |                               |                                             |

| 5 juli | Canada | v | Israël | Canada gewinnt via een walk-over Wellesbourne |
| 5 juli |        |   |        | Canada gewinnt via een walk-over Wellesbourne |
|        |        |   |        |                                               |

| 5 juli | Hongkong 192/4 (60) | v | Zimbabwe 196/3 (48.3) | Zimbabwe wint met 7 wickets Wellesbourne |
| 5 juli |                     |   |                       | Zimbabwe wint met 7 wickets Wellesbourne |
|        |                     |   |                       |                                          |

| 5 juli | Kenia 210/8 (60) | v | Papoea-Nieuw-Guinea 173 (52) | Kenia wint met 37 runs Tamworth |
| 5 juli |                  |   |                              | Kenia wint met 37 runs Tamworth |
|        |                  |   |                              |                                 |

Groep B
| # | Team        | Gesp. | W | V | GR | AB | RR    | Ptn |
| - | ----------- | ----- | - | - | -- | -- | ----- | --- |
| 1 | Bermuda     | 7     | 6 | 0 | 0  | 1  | 5.267 | 26  |
| 2 | Bangladesh  | 7     | 4 | 1 | 0  | 2  | 3.225 | 20  |
| 3 | Nederland   | 7     | 3 | 1 | 0  | 3  | 3.604 | 18  |
| 4 | Singapore   | 7     | 1 | 2 | 0  | 4  | 2.997 | 12  |
| 5 | Fiji        | 7     | 1 | 3 | 1  | 2  | 3.479 | 10  |
| 6 | Oost-Afrika | 7     | 1 | 3 | 1  | 2  | 2.766 | 10  |
| 7 | West-Afrika | 7     | 0 | 2 | 2  | 3  | 3.611 | 10  |
| 8 | Maleisië    | 7     | 0 | 4 | 2  | 1  | 3.611 | 6   |

| 16 juni | Bangladesh 246 (59.4) | v | West-Afrika 170/9 (60) | Bangladesh wint met 76 runs West Bromwich |
| 16 juni |                       |   |                        | Bangladesh wint met 76 runs West Bromwich |
|         |                       |   |                        |                                           |

| 16 juni | Bermuda 348/9 (60) | v | Maleisië 64 (29) | Bermuda wint met 284 runs Wednesbury |
| 16 juni |                    |   |                  | Bermuda wint met 284 runs Wednesbury |
|         |                    |   |                  |                                      |

| 16 juni | Nederland 150/8 (60) | v | Oost-Afrika 127 (51.5) | Nederland wint met 23 runs Solihull |
| 16 juni |                      |   |                        | Nederland wint met 23 runs Solihull |
|         |                      |   |                        |                                     |

| 18 juni | Oost-Afrika | v | Singapore | Wedstrijd afgelast Walsall |
| 18 juni |             |   |           | Wedstrijd afgelast Walsall |
|         |             |   |           |                            |

| 18 juni | Fiji 31/2 (14) | v | Maleisië | No Result Colwall |
| 18 juni |                |   |          | No Result Colwall |
|         |                |   |          |                   |

| 18 juni | Nederland | v | West-Afrika | Wedstrijd afgelast Rugby |
| 18 juni |           |   |             | Wedstrijd afgelast Rugby |
|         |           |   |             |                          |

| 21 juni | Bangladesh 143 (59.1) | v | Oost-Afrika 117 (57.3) | Bangladesh wint met 26 runs Swindon |
| 21 juni |                       |   |                        | Bangladesh wint met 26 runs Swindon |
|         |                       |   |                        |                                     |

| 21 juni | Bermuda 153/5 (20) | v | Fiji 102/6 (20) | Bermuda wint met 51 runs Bromsgrove |
| 21 juni |                    |   |                 | Bermuda wint met 51 runs Bromsgrove |
|         |                    |   |                 |                                     |

| 21 juni | Nederland | v | Singapore | Wedstrijd afgelast Wolverhampton |
| 21 juni |           |   |           | Wedstrijd afgelast Wolverhampton |
|         |           |   |           |                                  |

| 23 juni | Bangladesh | v | Singapore | Wedstrijd afgelast Lutterworth |
| 23 juni |            |   |           | Wedstrijd afgelast Lutterworth |
|         |            |   |           |                                |

| 23 juni | Oost-Afrika | v | Maleisië | Wedstrijd afgelast Bridgnorth |
| 23 juni |             |   |          | Wedstrijd afgelast Bridgnorth |
|         |             |   |          |                               |

| 23 juni | Fiji | v | West-Afrika | Wedstrijd afgelast Barnt Green |
| 23 juni |      |   |             | Wedstrijd afgelast Barnt Green |
|         |      |   |             |                                |

| 25 juni | Bangladesh | v | Fiji | Wedstrijd afgelast Banbury |
| 25 juni |            |   |      | Wedstrijd afgelast Banbury |
|         |            |   |      |                            |

| 25 juni | Bermuda | v | Nederland | Wedstrijd afgelast Birmingham |
| 25 juni |         |   |           | Wedstrijd afgelast Birmingham |
|         |         |   |           |                               |

| 25 juni | Singapore | v | West-Afrika | Wedstrijd afgelast Wolverhampton |
| 25 juni |           |   |             | Wedstrijd afgelast Wolverhampton |
|         |           |   |             |                                  |

| 28 juni | Bangladesh 122/7 (25) | v | Maleisië 121/6 (25) | Bangladesh wint met 1 Run Kidderminster |
| 28 juni |                       |   |                     | Bangladesh wint met 1 Run Kidderminster |
|         |                       |   |                     |                                         |

| 28 juni | Singapore 115 (45.1) | v | Bermuda 116/4 (23.3) | Bermuda wint met 6 wickets Burton upon Trent |
| 28 juni |                      |   |                      | Bermuda wint met 6 wickets Burton upon Trent |
|         |                      |   |                      |                                              |

| 28 juni | Oost-Afrika 53/2 (25.1) | v | West-Afrika | No Result Dudley (West Midlands) |
| 28 juni |                         |   |             | No Result Dudley (West Midlands) |
|         |                         |   |             |                                  |

| 28 juni | Nederland 251/6 (60) | v | Fiji 79/2 (25) | Nederland wint op basis van een hoger run rate Hinckley |
| 28 juni |                      |   |                | Nederland wint op basis van een hoger run rate Hinckley |
|         |                      |   |                |                                                         |

| 30 juni | Bangladesh 67 (31.3) | v | Bermuda 70/3 (15.5) | Bermuda wint met 7 wickets Birmingham |
| 30 juni |                      |   |                     | Bermuda wint met 7 wickets Birmingham |
|         |                      |   |                     |                                       |

| 30 juni | Oost-Afrika 220/7 (60) | v | Fiji 132 (42.5) | Oost-Afrika wint met 88 runs Stafford |
| 30 juni |                        |   |                 | Oost-Afrika wint met 88 runs Stafford |
|         |                        |   |                 |                                       |

| 30 juni | Maleisië 128 (49.2) | v | Singapore 129/4 (44.4) | Singapore wint met 6 wickets Solihull |
| 30 juni |                     |   |                        | Singapore wint met 6 wickets Solihull |
|         |                     |   |                        |                                       |

| 2 juli | Nederland 163/8 (60) | v | Bangladesh 167/4 (55.4) | Bangladesh wint met 6 wickets Northampton |
| 2 juli |                      |   |                         | Bangladesh wint met 6 wickets Northampton |
|        |                      |   |                         |                                           |

| 2 juli | Bermuda 240 (55.4) | v | Oost-Afrika 176/8 (56) | Bermuda wint met 64 runs Stratford-upon-Avon |
| 2 juli |                    |   |                        | Bermuda wint met 64 runs Stratford-upon-Avon |
|        |                    |   |                        |                                              |

| 2 juli | West-Afrika 219/9 (58) | v | Maleisië | No Result Uppington |
| 2 juli |                        |   |          | No Result Uppington |
|        |                        |   |          |                     |

| 5 juli | West-Afrika 249 (58.4) | v | Bermuda 252/3 (48.5) | Bermuda wint met 7 wickets Olton |
| 5 juli |                        |   |                      | Bermuda wint met 7 wickets Olton |
|        |                        |   |                      |                                  |

| 5 juli | Fiji 219/8 (60) | v | Singapore 205/9 (60) | Fiji wint met 14 runs Solihull |
| 5 juli |                 |   |                      | Fiji wint met 14 runs Solihull |
|        |                 |   |                      |                                |

| 5 juli | Nederland 301/3 (60) | v | Maleisië 176 (59.4) | Nederland wint met 125 runs Redditch |
| 5 juli |                      |   |                     | Nederland wint met 125 runs Redditch |
|        |                      |   |                     |                                      |

### Halve finale
| 7 juli | Bangladesh 124 (55.2) | v | Zimbabwe 126/2 (29.3) | Zimbabwe wint met 8 wickets West Bromwich |
| 7 juli |                       |   |                       | Zimbabwe wint met 8 wickets West Bromwich |
|        |                       |   |                       |                                           |

| 7 juli | Papoea-Nieuw-Guinea 153 (39) | v | Bermuda 155/4 (42) | Bermuda wint met 6 wickets Birmingham |
| 7 juli |                              |   |                    | Bermuda wint met 6 wickets Birmingham |
|        |                              |   |                    |                                       |

### Om de derde plaats
| 9 juli | Bangladesh 224 (57.5) | v | Papoea-Nieuw-Guinea 225/7 (57) | Papoea-Nieuw-Guinea wint met 3 wickets Bournville |
| 9 juli |                       |   |                                | Papoea-Nieuw-Guinea wint met 3 wickets Bournville |
|        |                       |   |                                |                                                   |

### Finale
| 10 juli | Bermuda 231/8 (60) | v | Zimbabwe 232/5 (54.2) | Zimbabwe wint met 5 wickets Leicester |
| 10 juli |                    |   |                       | Zimbabwe wint met 5 wickets Leicester |
|         |                    |   |                       |                                       |